# Norvel Lee
Norvel LaFallette Ray Lee (* 22. September 1924 in Eagle Rock (Virginia); † 19. August 1992 in Bethesda (Maryland)) war ein US-amerikanischer Boxer. Lee war Olympiasieger 1952 und Bronzemedaillengewinner bei den Panamerikanischen Spielen 1951 und 1955.

## Karriere
Norvel Lee war der Sohn von James Jackson Lee und Georgiana Ray Lee. Er war Afroamerikaner. Während des Zweiten Weltkriegs war er Teil der Tuskegee Airmen in den United States Army Air Forces. Nach Kriegsende stieg er als Reservist zum lieutenant colonel auf und studierte an der Howard University, wo er 1953 einen Bachelor of Science erhielt.
Lee war US-amerikanischer Meister im Schwergewicht (+80 kg) der Jahre 1950 und 1951. 1948 konnte sich Lee nicht für die Olympischen Spiele qualifizieren, da er bei den US-amerikanischen Trials gegen Elbert Jay Lambert verlor. Bei den Panamerikanischen Spielen 1951 gewann Lee die Bronzemedaille, da er im Halbfinale gegen Victor Bignon, Chile, verlor. Bei den Olympischen Spielen 1952 erreichte Lee nach Siegen über Claude Arnaiz, Frankreich (3:0), Tadeusz Grzelak, Polen (3:0), und Harri Siljander, Finnland (3:0), das Finale, welches er gegen Antonio Pacenza, Argentinien (3:0), gewann und somit Olympiasieger wurde. 1955 nahm Lee nochmals an den Panamerikanischen Spielen teil und errang wieder die Bronzemedaille.
Lee beteiligte sich an der Bürgerrechtsbewegung gegen die rassistische Diskriminierung gegen Afroamerikaner. 1948 wurde er für seine Weigerung, einem Weißen seinen Sitzplatz im Zug zu räumen, verhaftet. Im Fall Norvell Lee v. Commonwealth of Virginia wurde er vom Virginia Supreme Court of Appeals, dem Obersten Gerichtshof von Virginia, freigesprochen; da der Zug mehrere Bundesstaaten durchquert hatte, durfte Virginia auf ihm seine Rassentrennungsgesetze nicht durchsetzen. Dieselbe Regelung galt seit der Entscheidung des Obersten Gerichtshofs im Fall Morgan v. Virginia vor zwei Jahren auch für Busse. Sein Anwalt war Martin A. Martin.
Er verstarb 1992 an Bauchspeicheldrüsenkrebs.

## Quelle
- http://amateur-boxing.strefa.pl
- Kenneth Conklin: Norvel LaFallette Ray Lee (1924–1992). In: Encyclopedia Virginia. Virginia Humanities, abgerufen am 14. September 2024.

| Personendaten    | Personendaten           |
| ---------------- | ----------------------- |
| NAME             | Lee, Norvel             |
| KURZBESCHREIBUNG | US-amerikanischer Boxer |
| GEBURTSDATUM     | 22. September 1924      |
| GEBURTSORT       | Eagle Rock (Virginia)   |
| STERBEDATUM      | 19. August 1992         |
| STERBEORT        | Bethesda (Maryland)     |